# Folgenraum
Ein Folgenraum ist ein in der Mathematik betrachteter Vektorraum, dessen Elemente Zahlenfolgen sind.
Viele in der Funktionalanalysis auftretende Vektorräume sind Folgenräume oder können durch solche repräsentiert werden.
Zu den Beispielen zählen u. a. die wichtigen Räume wie {\displaystyle \ell ^{\infty }} aller beschränkten Folgen oder {\displaystyle c_{0}} aller gegen 0 konvergenten Folgen.
Die Folgenräume bieten vielfältige Möglichkeiten zur Konstruktion von Beispielen und können daher auch als eine Spielwiese für Funktionalanalytiker betrachtet werden.

## Einführung
Mit {\displaystyle \omega } wird der Vektorraum aller Folgen in {\displaystyle \mathbb {K} } (= {\displaystyle \mathbb {R} } oder {\displaystyle \mathbb {C} }) bezeichnet.
Folgen können komponentenweise addiert und mit reellen bzw. komplexen Zahlen multipliziert werden.
Sind etwa {\displaystyle (x_{n})_{n}=(x_{1},x_{2},x_{3},\ldots )} und {\displaystyle (y_{n})_{n}=(y_{1},y_{2},y_{3},\ldots )} solche Folgen und ist {\displaystyle \alpha \in {\mathbb {K} }}, so ist
{\displaystyle (x_{n})_{n}+(y_{n})_{n}:=(x_{n}+y_{n})_{n}=(x_{1}+y_{1},x_{2}+y_{2},x_{3}+y_{3},\ldots )}
{\displaystyle \alpha \cdot (x_{n})_{n}:=(\alpha x_{n})_{n}=(\alpha x_{1},\alpha x_{2},\alpha x_{3},\ldots )}.
Es ist klar, dass {\displaystyle \omega } mit diesen Operationen ein {\displaystyle \mathbb {K} }-Vektorraum ist.
Folgenräume sind Unterräume dieses Vektorraums, die, um eine Mindestreichhaltigkeit zu sichern, alle Folgen {\displaystyle e^{(n)}}, die an der {\displaystyle n}-ten Stelle 1 und sonst überall 0 sind, enthalten.
Der kleinste Folgenraum ist damit der von den Folgen {\displaystyle e^{(n)}} erzeugte Unterraum. Dieser wird mit {\displaystyle c_{00}} bezeichnet und besteht aus allen Folgen, die nur an endlich vielen Stellen von 0 verschieden sind. Man nennt ihn daher auch den Raum der endlichen Folgen, wobei man sich jede endliche Folge durch Nullen zu einer unendlichen Folge fortgesetzt denkt.
Also sind Folgenräume Unterräume von {\displaystyle \omega }, die {\displaystyle c_{00}} enthalten.
Der Umstand, dass die Elemente eines Folgenraums Folgen sind, die man als Elemente eines Vektorraums auch einfach Punkte oder Vektoren nennt, kann zu Missverständnissen führen.
Insbesondere wenn man Folgen in solchen Räumen betrachtet, hat man es mit Folgen von Folgen zu tun.
Im Folgenden werden Normen bzw. Systeme von Normen oder Halbnormen auf Folgenräumen definiert. Dadurch erhält man normierte Räume bzw. lokalkonvexe Räume.
Der Raum {\displaystyle \omega } wird häufig auch mit {\displaystyle \mathbb {K} ^{\mathbb {N} }} oder {\displaystyle \mathbb {K} ^{\omega }} notiert.

## c0undc
Die wohl bekanntesten Folgenräume sind der Raum {\displaystyle c_{0}} aller gegen 0 konvergenten Folgen und der Raum {\displaystyle c} aller konvergenten Folgen.
Betrachtet man auf diesen Räumen die Supremumsnorm, d. h. {\displaystyle \textstyle \|(x_{n})_{n}\|_{\ell ^{\infty }}:=\sup _{n\in {\mathbb {N} }}|x_{n}|}, so erhält man Banachräume.
Der Raum {\displaystyle c_{0}} ist ein Unterraum von {\displaystyle c} der Kodimension 1. Bezeichnet {\displaystyle e} die konstante Folge, die an jeder Stelle gleich 1 ist, so gilt {\displaystyle c=c_{0}\oplus {\mathbb {K} }\cdot e}.
Mit der komponentenweise erklärten Multiplikation sind {\displaystyle c_{0}} und {\displaystyle c} Banachalgebren, sogar C*-Algebren. Weiter kann man zeigen, dass {\displaystyle c_{00}} in {\displaystyle c_{0}} dicht liegt. Beide Räume sind damit separabel, denn die Menge aller endlichen Folgen mit Werten aus {\displaystyle \mathbb {Q} } bzw. {\displaystyle {\mathbb {Q} }+i{\mathbb {Q} }} ist abzählbar und dicht.

## ℓp
Es sei {\displaystyle \ell ^{\infty }} der Raum der beschränkten Folgen mit der Supremumsnorm.
Für {\displaystyle 0<p<\infty } sei
{\displaystyle \ell ^{p}:=\{(x_{n})_{n}\in \omega ;\,\sum _{n=1}^{\infty }|x_{n}|^{p}<\infty \}}.
Ist {\displaystyle 0<p<1}, so erhält man durch die Definition {\displaystyle \textstyle d_{p}((x_{n})_{n},(y_{n})_{n}):=\sum _{n=1}^{\infty }|x_{n}-y_{n}|^{p}} eine Metrik, die {\displaystyle \ell ^{p}} zu einem vollständigen topologischen Vektorraum macht, der kein normierter Raum ist.
Für {\displaystyle 1\leq p<\infty } wird durch
{\displaystyle \|(x_{n})_{n}\|_{\ell ^{p}}:=\left(\sum _{n=1}^{\infty }|x_{n}|^{p}\right)^{\frac {1}{p}}}
die ℓp-Norm definiert (dazu benötigt man die Minkowski-Ungleichung), die {\displaystyle \ell ^{p}} zu einem Banachraum macht.
Der Unterraum {\displaystyle c_{00}} liegt dicht und es folgt die Separabilität von {\displaystyle \ell ^{p}} für {\displaystyle p<\infty }.
Der Raum {\displaystyle \ell ^{\infty }} ist nicht separabel. Ist nämlich {\displaystyle A\subset \mathbb {N} }, so sei {\displaystyle \chi _{A}} die Folge, die an jeder Komponente aus {\displaystyle A} gleich 1 und sonst 0 ist. Dann haben die überabzählbar vielen Folgen {\displaystyle \chi _{A}} paarweise den {\displaystyle \ell ^{\infty }}-Abstand 1 voneinander, weshalb {\displaystyle \ell ^{\infty }} nicht separabel sein kann.
Die {\displaystyle \ell ^{p}}-Räume sind ein Spezialfall der allgemeineren Lp-Räume, wenn man das Zählmaß auf dem Raum {\displaystyle \mathbb {N} } betrachtet.
Für {\displaystyle 1\leq p,q\leq \infty } sind die {\displaystyle \ell ^{p}}-Normen monoton fallend, d. h. für {\displaystyle p\leq q} gilt {\displaystyle \|(x_{n})_{n}\|_{\ell ^{p}}\geq \|(x_{n})_{n}\|_{\ell ^{q}}} und somit {\displaystyle \ell ^{p}(\mathbb {N} )\subseteq \ell ^{q}(\mathbb {N} )}.
Unter den {\displaystyle \ell ^{p}}-Räumen befindet sich der Hilbertraum {\displaystyle \ell ^{2}}; nach dem Satz von Fischer-Riesz ist das bis auf isometrische Isomorphie der einzige unendlich-dimensionale separable Hilbertraum.
Alle {\displaystyle \ell ^{p}}-Räume sind mit der komponentenweisen Multiplikation Banachalgebren, {\displaystyle \ell ^{2}} ist eine
H*-Algebra, {\displaystyle \ell ^{\infty }} eine C*-Algebra, sogar eine Von-Neumann-Algebra.

## Dualität
Man sagt, der normierte Folgenraum {\displaystyle E} hat den normierten Folgenraum {\displaystyle F} als Dualraum, wenn folgendes gilt:
1. Für alle {\displaystyle (x_{n})_{n}\in E} und {\displaystyle (y_{n})_{n}\in F} ist {\displaystyle \textstyle \sum _{n=1}^{\infty }|x_{n}y_{n}|<\infty }.
2. Jedes {\displaystyle y=(y_{n})_{n}} definiert durch {\displaystyle \textstyle \phi _{y}((x_{n})_{n}):=\sum _{n=1}^{\infty }x_{n}y_{n}} ein stetiges lineares Funktional auf {\displaystyle E}.
3. Die Abbildung {\displaystyle \phi :F\rightarrow E\,',y\mapsto \phi _{y}} ist surjektiv und isometrisch.

Da Isometrie Injektivität impliziert, ist {\displaystyle \phi } insbesondere ein isometrischer Isomorphismus.
In diesem Sinne liegen folgende Dualitäten vor:
- {\displaystyle c_{0}\,'=\ell ^{1}}
- {\displaystyle \ell ^{1}\,'=\ell ^{\infty }}
- Ist {\displaystyle 1<p,q<\infty } und {\displaystyle {\tfrac {1}{p}}+{\tfrac {1}{q}}=1}, so ist {\displaystyle \ell ^{p}\,'=\ell ^{q}}.

## Lokalkonvexe Räume
Rein algebraisch hat man die Isomorphien {\displaystyle \textstyle c_{00}\cong \bigoplus _{n=1}^{\infty }{\mathbb {K} }} und {\displaystyle \textstyle \omega \cong \prod _{n=1}^{\infty }{\mathbb {K} }}.
Damit kann man auf {\displaystyle c_{00}} die Summentopologie, das heißt die Finaltopologie aller Inklusionen {\displaystyle {\mathbb {K} }^{n}\subset c_{00}}, definieren, was diesen Raum zu einem (LF)-Raum macht.
{\displaystyle \omega } wird durch die Produkttopologie, d. h. durch die Topologie der komponentenweisen Konvergenz, zu einem lokalkonvexen Raum.
Die oben definierte Dualität für normierte Folgenräume lässt sich auf lokalkonvexe Räume verallgemeinern, wenn man Punkt 3 durch die folgende Forderung ersetzt:
- Die Abbildung {\displaystyle \phi \colon F\rightarrow E\,',y\mapsto \phi _{y}} ist ein Homöomorphismus.

Dann gilt {\displaystyle c_{00}'\,=\omega } und {\displaystyle \omega \,'=c_{00}}.

## Köthe-Räume
Die folgende auf Gottfried Köthe zurückgehende Konstruktion von lokalkonvexen Folgenräumen bietet ein reichhaltiges Arsenal an Beispielen.
Unter einer Köthe-Matrix versteht man eine unendliche Matrix {\displaystyle A=(a_{n,m})_{n,m}} mit folgenden Eigenschaften:
- {\displaystyle a_{n,m}\geq 0} für alle Matrixelemente und zu jedem {\displaystyle n} gibt es ein {\displaystyle m} mit {\displaystyle a_{n,m}>0}.
- {\displaystyle a_{n,m}\leq a_{n,m+1}} für alle Indizes {\displaystyle n,m}.

Mit diesen Daten werden nun die folgenden Räume definiert, wobei {\displaystyle 1\leq p<\infty } sei:
{\displaystyle \lambda ^{p}(A):=\{(x_{n})_{n}\in \omega :\|(x_{n})_{n}\|_{m}:=(\sum _{n=1}^{\infty }|x_{n}\cdot a_{n,m}|^{p})^{\frac {1}{p}}<\infty \,\,\forall m\in {\mathbb {N} }\}}
{\displaystyle \lambda ^{\infty }(A):=\{(x_{n})_{n}\in \omega :\|(x_{n})_{n}\|_{m}:=\sup _{n\in {\mathbb {N} }}|x_{n}|\cdot a_{n,m}<\infty \,\,\forall m\in {\mathbb {N} }\}}
{\displaystyle c_{0}(A):=\{(x_{n})_{n}\in \lambda ^{\infty }:\lim _{n\to \infty }|x_{n}|\cdot a_{n,m}=0\,\,\forall m\in {\mathbb {N} }\}}.
Diese Räume heißen die durch die Köthe-Matrix definierten Köthe-Räume (oder auch Köthesche Stufenräume), die Normen {\displaystyle \|\cdot \|_{m}} heißen die zugehörigen kanonischen Normen.
Jeder dieser Räume wird mit dem System der kanonischen Normen ein lokalkonvexer Raum, sogar ein Fréchet-Raum.
Wählt man als Köthe-Matrix die Matrix {\displaystyle I}, die an jeder Komponente gleich 1 ist, so erhält man die oben definierten normierten Räume zurück: {\displaystyle \lambda ^{p}(I)=\ell ^{p}}, {\displaystyle c_{0}(I)=c_{0}}.
Indem man Köthe-Matrizen wählt, deren Matrix-Elemente ein bestimmtes Wachstumsverhalten zeigen, kann man Beispiele für ganz andere Raumklassen konstruieren.
So gilt z. B.:
Für eine Köthe-Matrix {\displaystyle A=(a_{n,m})_{n,m}} sind folgende Aussagen äquivalent:
- Für jedes {\displaystyle p\in [1,\infty ]} ist {\displaystyle \lambda ^{p}(A)} ein Montel-Raum.
- {\displaystyle c_{0}(A)} ist eine Montel-Raum.
- Zu jeder unendlichen Teilmenge {\displaystyle N\subset \mathbb {N} } und jedem {\displaystyle m\in \mathbb {N} } gibt es ein {\displaystyle k\in \mathbb {N} }, so dass {\displaystyle \inf _{n\in N}{\frac {a_{n,m}}{a_{n,k}}}=0}.

Für eine Köthe-Matrix {\displaystyle A=(a_{n,m})_{n,m}} sind folgende Aussagen äquivalent:
- Für jedes {\displaystyle p\in [1,\infty ]} ist {\displaystyle \lambda ^{p}(A)} ein Schwartz-Raum.
- Zu jedem {\displaystyle m\in \mathbb {N} } gibt es ein {\displaystyle k\geq m}, so dass {\displaystyle \lim _{n\to \infty }{\frac {a_{n,m}}{a_{n,k}}}=0}.

Für eine Köthe-Matrix {\displaystyle A=(a_{n,m})_{n,m}} sind folgende Aussagen äquivalent:
- Für jedes {\displaystyle p\in [1,\infty ]} ist {\displaystyle \lambda ^{p}(A)} ein nuklearer Raum.
- {\displaystyle c_{0}(A)} ist ein nuklearer Raum.
- Zu jedem {\displaystyle m\in \mathbb {N} } gibt es ein {\displaystyle k\geq m}, so dass {\displaystyle \sum _{n=1}^{\infty }{\frac {a_{n,m}}{a_{n,k}}}<\infty }.

Als Anwendung dieser Aussagen kann man durch Wahl einer geeigneten Köthe-Matrix Beispiele für Montel-Räume konstruieren, die keine Schwartz-Räume sind. Derartige Beispiele sind sehr wichtig, um etwas Ordnung in den Zoo der lokalkonvexen Räume zu bringen.
Für die Matrix {\displaystyle A=(n^{m})_{n,m}} nennt man {\displaystyle s:=\lambda ^{1}(A)} den Raum der schnell fallenden Folgen.
Dieser Raum {\displaystyle s} spielt eine wichtige Rolle in der Theorie der nuklearen Räume, denn nach dem Satz von Kōmura-Kōmura ist dieser Raum ein Generator aller nuklearen Räume.